# Antonio Muñoz Degrain

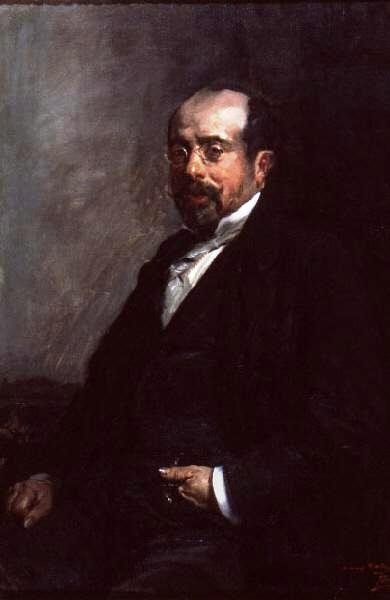
Retrato por Joaquín Sorolla (1898)

Antonio Muñoz Degrain (Valência, 18 de novembro de 1840 – Málaga, 12 de outubro de 1924 ) foi um pintor espanhol de estilo eclético, que misturava romantismo com modernismo.